# Euprosopia holmesi
Euprosopia holmesi är en tvåvingeart som beskrevs av Mcalpine 2007. Euprosopia holmesi ingår i släktet Euprosopia och familjen bredmunsflugor. Inga underarter finns listade i Catalogue of Life.